# Amalthocera
Amalthocera is een geslacht van vlinders van de familie venstervlekjes (Thyrididae), uit de onderfamilie Charideinae.

## Soorten
- A. ornata Jordan, 1904
- A. tiphys Boisduval, 1836